# 樹洞

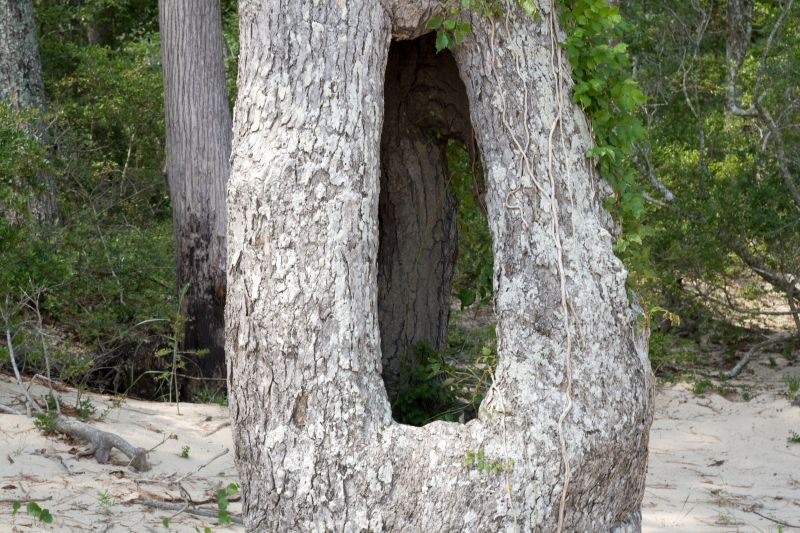
樹洞

樹洞（じゅどう）は、樹皮がはがれて木のなかが腐るなどして隙間が開き、できた洞窟状の空間をいう。主に広葉樹でできる。大きいものはがらんどうとも。さまざまな動物の隠れ場所や巣になる。

## 洞の形成
樹木の幹は、表面に樹皮があり、その下に皮層や師部・形成層がある。それより内側の木部の細胞は、水を吸い上げたり木を支えたりといった働きは担っているが、細胞そのものは形成層の内側を除けば大部分がすでに死んだ物である。
太い枝が折れた場合、その断面の表面部分は生きた細胞から成るので次第に傷が埋まって再生が行われる。しかし断面の中央部分はそのままになり、場合によってはそこから菌類（木材腐朽菌）が侵入して分解が始まる。その結果、太い枝の内部に空洞を生じ、これが木の洞(うろ)になるのである。
また、非常に太くなる大木の場合、年月がたつと根元の中心部分は時間がたちすぎて分解が進み、大きな洞となる場合もある。古木は自ら空洞を作ることで代謝を減らし、それが長寿の秘訣ともなる。だから、洞があることは木々の自然なものであり、病気などではないと考えたほうがよい。
キツツキの場合、自力で幹に穴を掘ってしまう。彼らは多くの場合、ほぼ垂直の幹の側面から穴を掘り、下向きに掘り進める。

## 洞を利用する動物

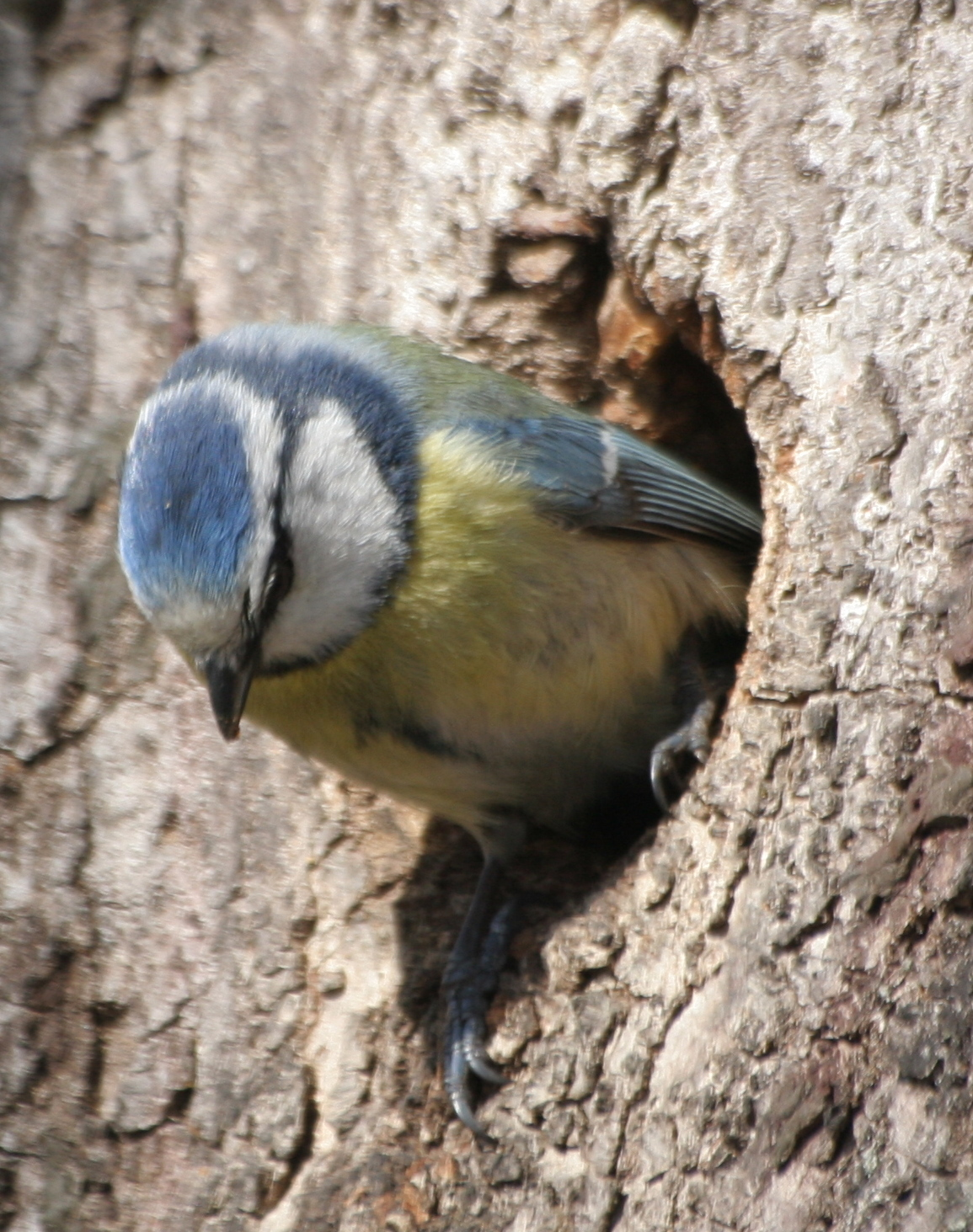
樹洞から顔を出すアオガラ

入り口が狭いものが多く、常に暗く湿っているため、多くの動物が利用する。
脊椎動物では、小型で樹上生活をする齧歯目の哺乳類や、キツツキなどの鳥類（樹洞営巣性鳥類）が利用する。低層のものはヤマネが寝床に使ったり、リスが食料庫に使う。また、少し大きめであればトラフズクが利用することもある。高層のものはモモンガやキツツキ、フクロウなどが営巣する。
昆虫も多くの種で洞を使う。ゴキブリなど、暗所性の昆虫の住処になったり、カブトムシやクワガタムシ、カマドウマなどの夜行性の昆虫の寝床になったりする。大きいと、オオスズメバチやクロスズメバチやミツバチなどが営巣する。昆虫は小さいので、ちょっとした洞でも使うことができる。また、タマムシの幼虫やカミキリムシの幼虫が木の内部を侵食しそこから腐って洞ができることもあり、昆虫は洞制作のきっかけを作ることもしているようである。
上記の昆虫は、生活の一部に木の洞を利用するもので、必ずしも必要とする物ではない。しかし、完全に木の洞に依存して生活するものもある。ヤンバルテナガコガネはその例で、成虫が一時的に外に出る以外は、全生活をイタジイの木の洞で過ごす。日本本土ではオオチャイロハナムグリがスギの大木の洞から発見される。

### 水場として
雨水が葉や樹洞（木の洞）等に溜まってできた潴留水（ファイトテルマータ）は昆虫などが利用する水場となる。

## ギャラリー

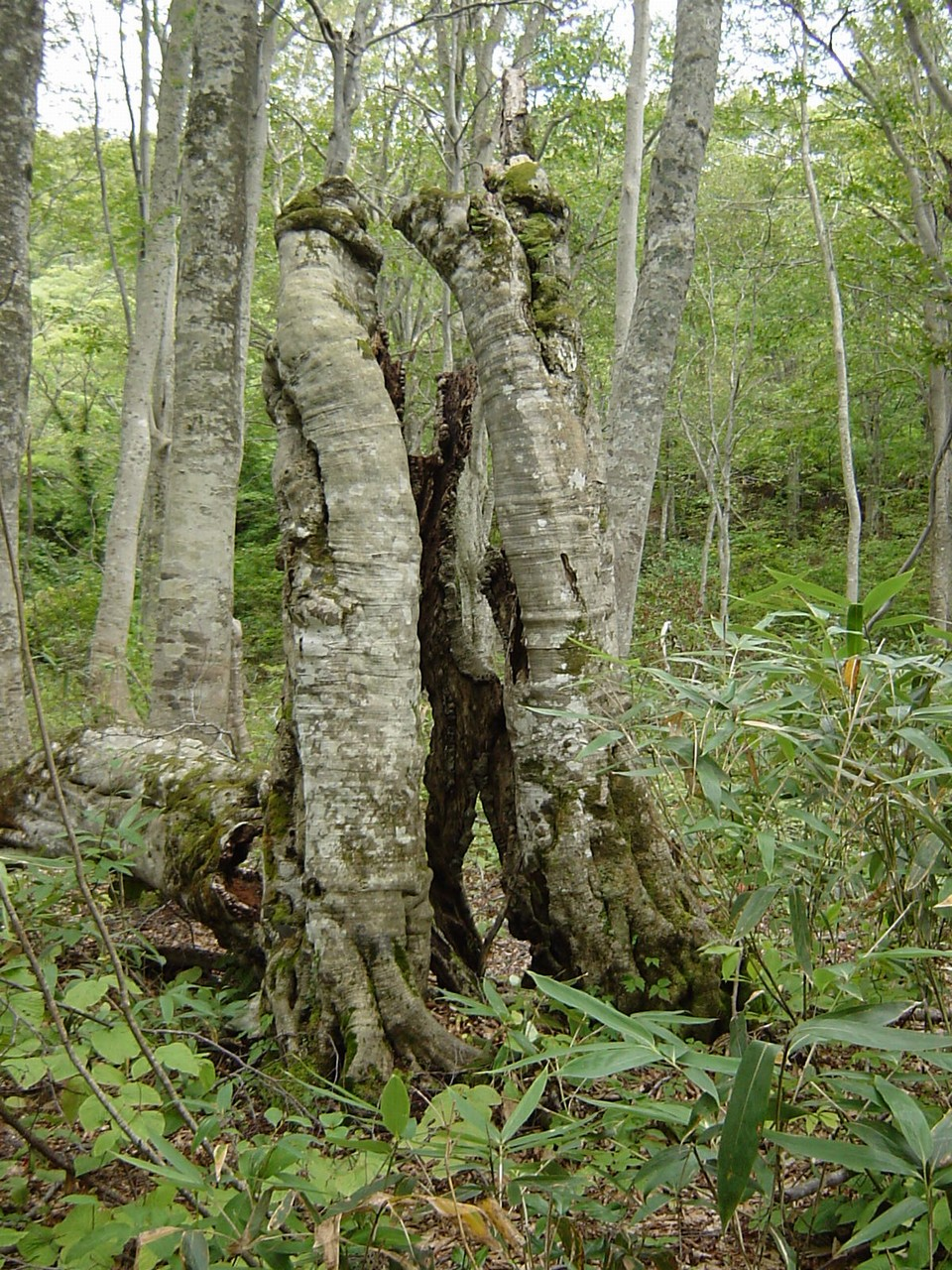
ブナの洞。
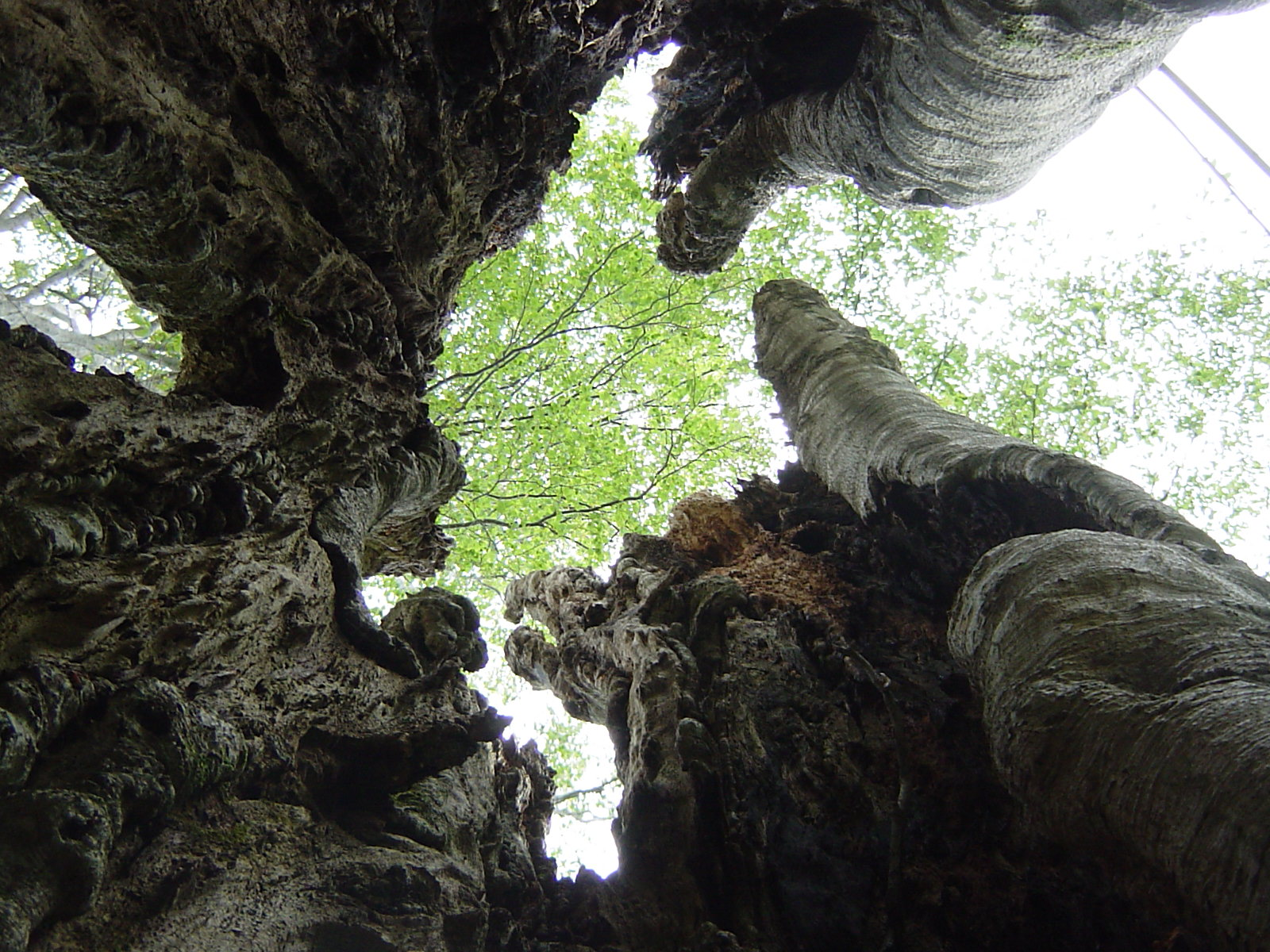
ブナの洞を中から空に向かって撮影。
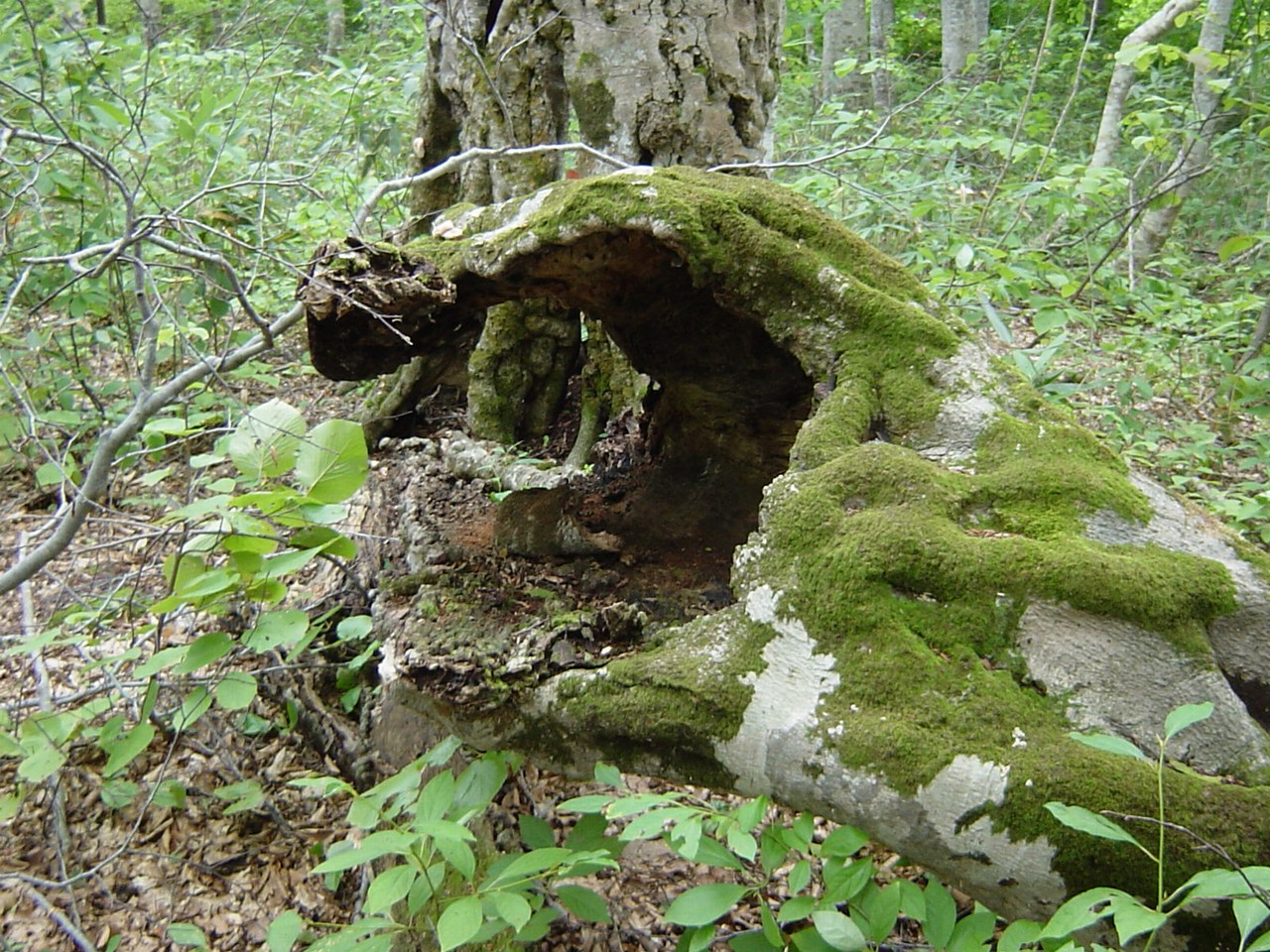
空洞化が高い位置まで進み、地上から3mくらいで折れた。折れた上の部分も殆ど空洞となっていた。
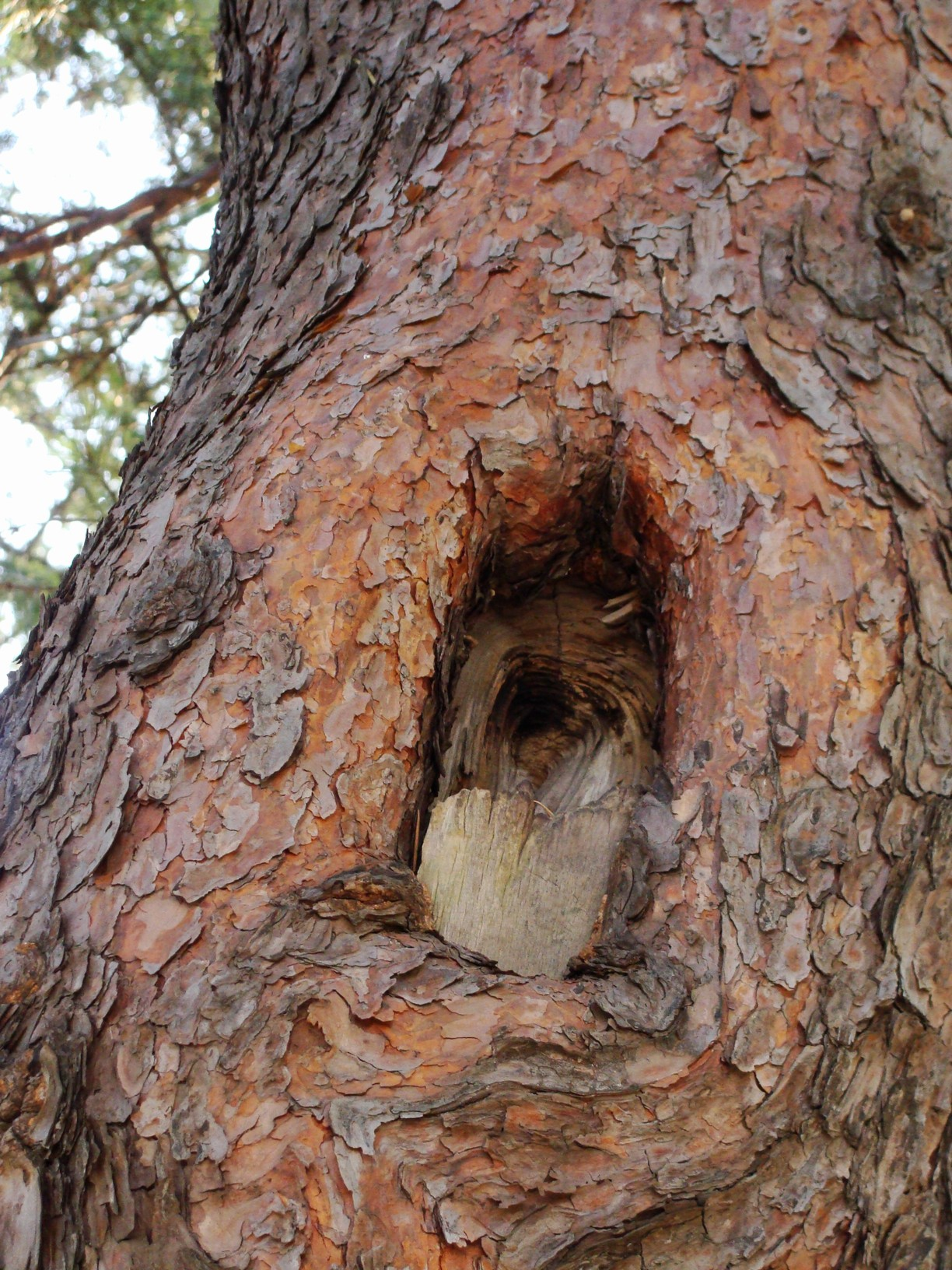
松の木の洞。これはスズメが営巣中だった。
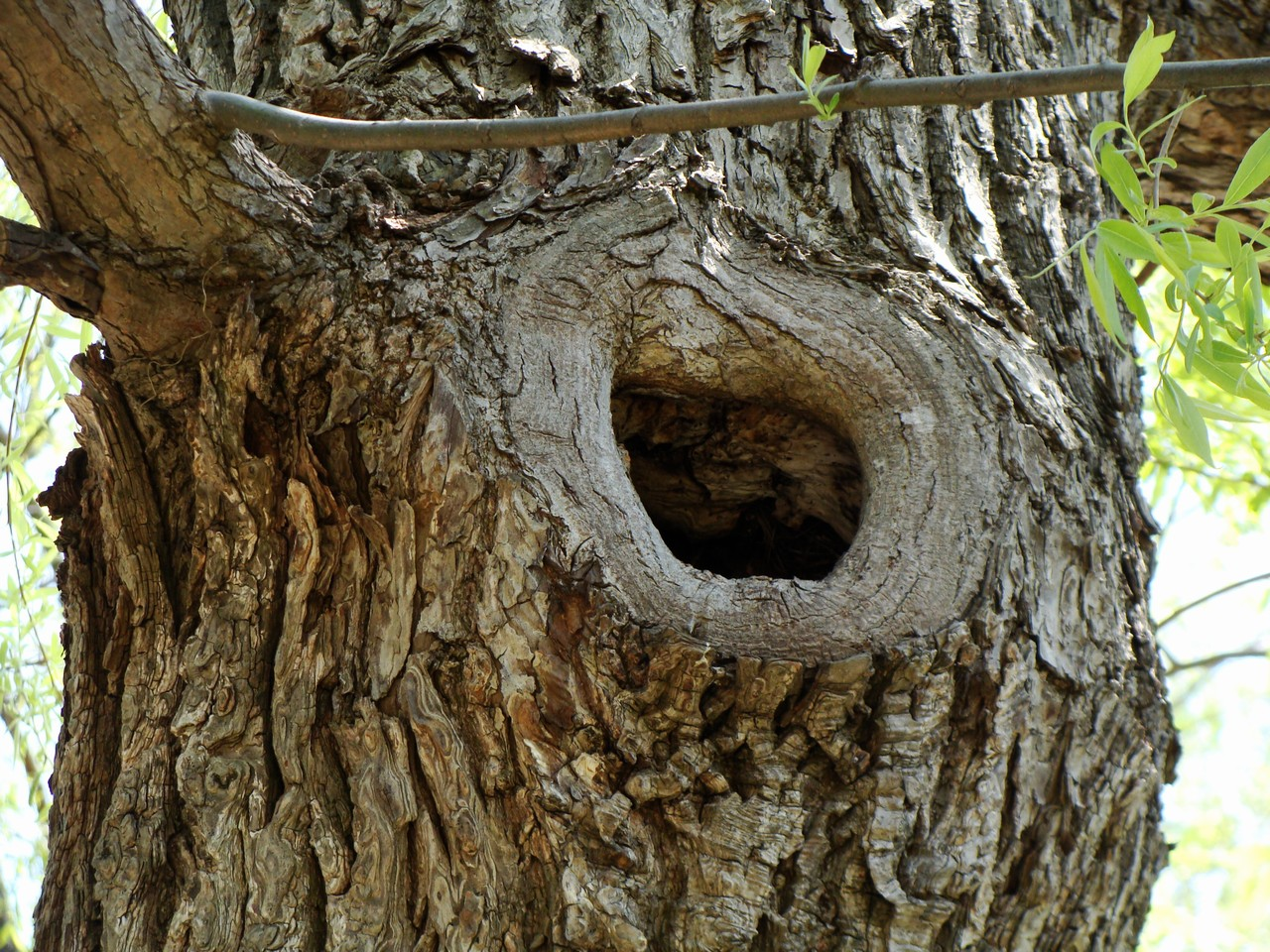
柳の木の洞。これもスズメが営巣していた。